# Xanthisthisa lemairei
Xanthisthisa lemairei là một loài bướm đêm trong họ Geometridae.